# Georgiens självständighetsdag
Georgiens självständighetsdag (georgiska: დამოუკიდებლობის დღე, damoukideblobis dghe) firas årligen i Georgien den 26 maj sedan år 1918 då landet blev självständigt efter ryska revolutionen 1917. Denna dag är även Georgiens nationaldag. Självständighetsdagen firar Georgiens historia och kultur med militärparader, fyrverkerier, konserter, marknader samt politiska tal och ceremonier.